# 안녕 자두야 시즌 1
대한민국에서 방송되었던 일상 코미디 애니메이션 《안녕 자두야》의 시즌 1 및 《안녕? 자두야!》는 2011년 7월 18일에 최초로 방송된 《안녕 자두야》의 첫 번째 시즌으로, 방송 이전 방송되었던 같은 작품을 원작으로 한 동명의 특선 애니메이션과는 다른 에피소드들을 차용한다.
원작처럼 1980년대 대한민국에서 자라는 인간 소녀 자두와 해당 가공 인물과 연계된 인간들을 다루며 차후 방송되는 시즌들과 다르게 비인간과 인간의 만남, 인간의 잠을 보좌하는 요정과 귀신 같은 영적 존재와의 만남 등의 일반적으로 시청자들이 보았을 때 비현실적인 소재로 여겨지는 소재는 거의 다루어지지 않고, 순전히 목욕탕과 가족 등의 일반적으로 시청자가 보았을 때 현실적인 소재로 여겨지는 소재가 주로 다루어진다.

## 제작
방송 전까지의 제작 소요 시간은 약 2년 정도로, 원작자 측이 에피소드 각색에 도움을 주었으며 제작진은 원작의 에피소드가 충분해 모든 연령대가 봐도 재미있을 법한 에피소드들을 골라 애니메이션화되었다고 말하였다.

## 인기
투니버스 방송 당시 시청률은 평균적으로 4% 정도로 집계되었으며 방송 기간에 집계된 해당 시즌 내에서 가장 높은 시청률로 6.25%로 집계되었다.

## 논쟁
《예뻐지고 싶어》 에피소드에 대해 방심위 측이 인물에게 아름다움만이 가치 있다는 내용이 포함되어 있고 성별에 대한 편견이 반영되어 있다고 주장했으며 차후 해당 에피소드를 재방송한 채널들에게 법적인 제재를 가했다.
해당 에피소드는 10대 소녀인 자두가 겪은 인생의 일부이고, 자두와 비슷한 연령대의 사람들이 겪는 행동으로 여겨진다는 입장도 존재한다.